# Preston
Preston (pronunțat [[ˈprɛs * tən]]) este un oraș și un district ne-metropolitan situat în Regatul Unit, reședința comitatului Lancashire, din nordul Angliei. Aria urbană are o populație de 365.000 locuitori, din care 184.000 locuiesc în cadrul districtului și 132.000 locuiesc în orașul propriu zis Preston.

## Orașe din cadrul districtului
- Hayle
- Penzance
- Saint Ives